# Thymallus arcticus
Thymallus arcticus là một loài cá nước ngọt trong họ Cá hồi. Loài này có 5 phân loài có nguồn gốc ở các vùng sinh thái Tân bắc giới và Cổ bắc giới. T. arcticus phổ biến rộng rãi trên toàn hệ thống nước Bắc Cực và Thái Bình Dương ở Canada, Alaska và Siberia, cũng như hệ thống nước trên sông Missouri ở Montana. Tại tiểu bang Arizona, một quần thể du nhập được tìm thấy trong Thung lũng hồ chứa nước Lee và trong các hồ ở dãy núi sông White. Chúng cũng được thả ở hồ Toppings.

## Hình ảnh

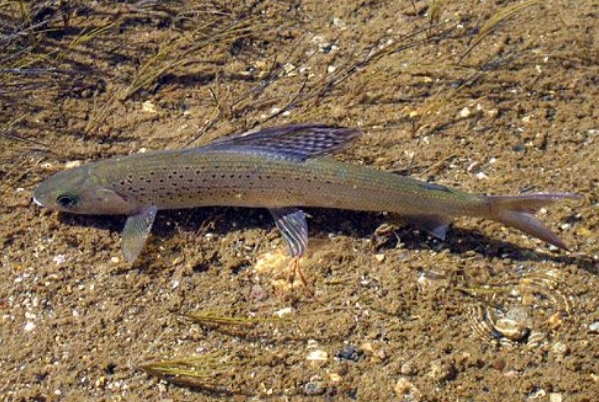
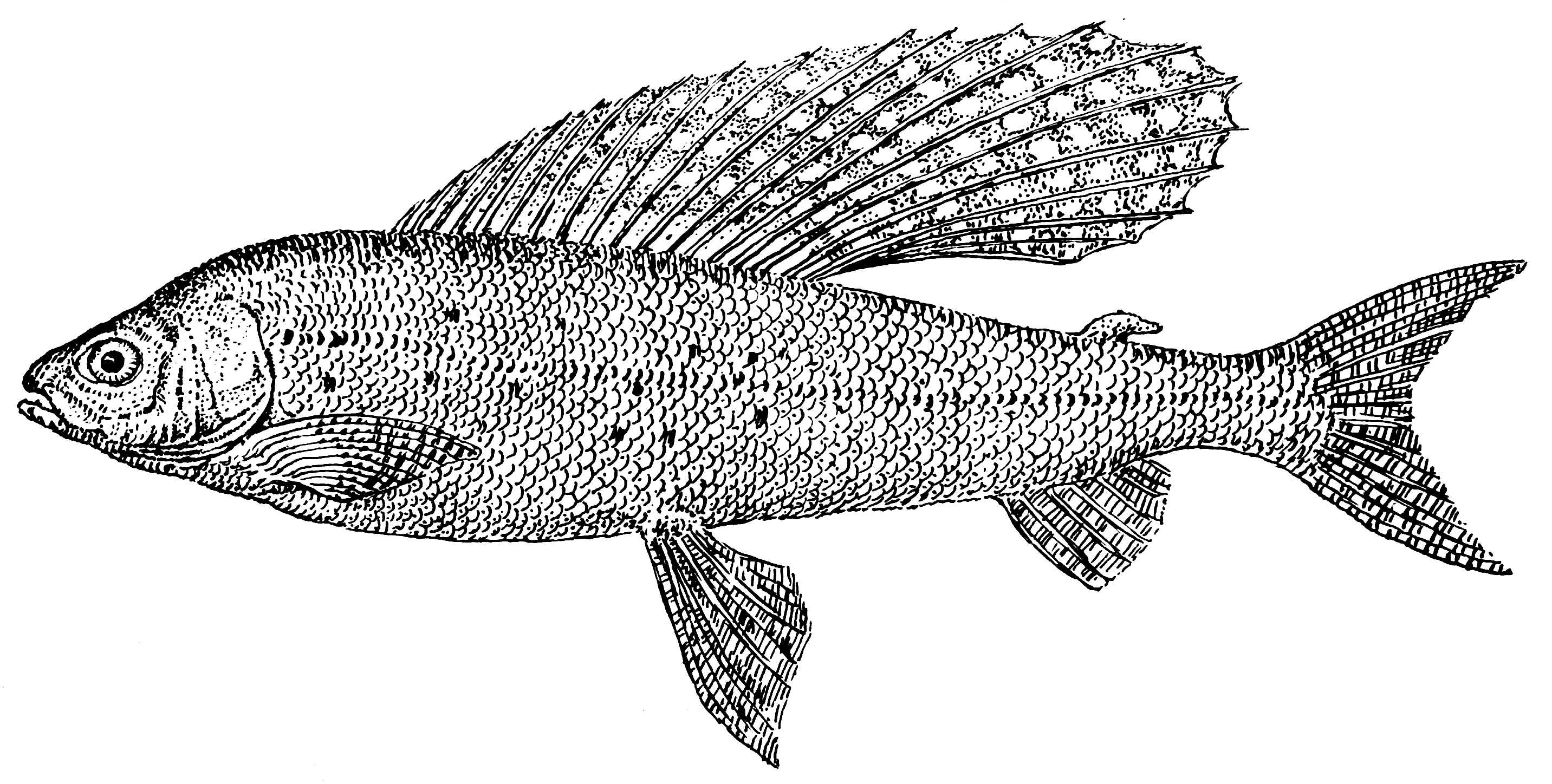